# Résolution 843 du Conseil de sécurité des Nations unies
Membres permanents
- Chine
- États-Unis
- France
- Royaume-Uni
- Russie

Membres non permanents
- Brésil
- Cap-Vert
- Djibouti
- Espagne
- Hongrie
- Japon
- Maroc
- Nouvelle-Zélande
- Pakistan
- Venezuela

Résolution no 842 Résolution no 844
La résolution 843 du Conseil de sécurité des Nations unies, adoptée à l'unanimité le 18 juin 1993, après avoir réaffirmé la résolution 724 (1991) sur la Yougoslavie et l'article 50 de la Charte des Nations unies, a examiné les demandes d'un certain nombres d'États au Conseil de sécurité, présentées conformément audit article.
En effet, l'article 50 de la Charte stipule que si un État est affecté économiquement par des mesures préventives ou coercitives prises par le Conseil de sécurité à l'encontre d'un autre État, le premier État a le droit de consulter le Conseil pour trouver une solution aux problèmes. Le Conseil a confirmé que le Comité créé dans la résolution 724 était compétent pour accomplir les tâches liées à l'article 50 et a été invité à faire des recommandations au président du Conseil de sécurité pour les mesures appropriées.

## Voir également
- Dislocation de la Yougoslavie
- Guerres de Yougoslavie